# ダイアモンド・ヘッド (映画)
『ダイアモンド・ヘッド』（Diamond Head）は1962年に公開されたイーストマン・カラーのドラマ映画、ロマンス映画。出演はチャールトン・ヘストン、イヴェット・ミミュー、ジョージ・チャキリス、フランス・ニュイエン。監督ガイ・グリーン。公開はコロンビア映画。オリジナル曲はジョン・ウィリアムズが作曲。ヒューゴー・ウィンターハルターがテーマー曲を作曲。ダレンがテーマー曲を歌った。サウンドトラックはアルバムはColpix Records (CP 440)からリリースされた。
サイレント映画時代のスターであったビリー・ダヴが短いカメオ出演で最後の映画出演を果たした。

## あらすじ
カウアイ島を支配していた“キング”ことリチャード・ハウランドには、上院議員に立候補して事業拡大を図ることと、実妹のスローンに夫をあてがうという夢があった。だが、彼女が彼の使用人の息子ポール・カハナを愛していると告げられ、ショックを受ける。ハウランドは2人の結婚を阻止しようとするも失敗し、愛人の中国人女性メイ・チェンに寄り添おうとするが、身ごもっていると知るや否や堕胎を命じる。さらに、ハウランドを追ってカハナの家に来たメイの弟ボビーの襲撃を受ける。その際、止めに入ったポールが刺されたため、スローンは兄が殺したと知って島を去る。一連の事件の非難が集中する中、ハウランドは立候補を取り下げる。
一方、スローンはディーンにやさしくされ、本当は彼を愛していたのではないかと思い、メイの遺児を引き取る。その後、ディーンはスローンと結婚を申し込む。

## キャスト
| 役名           | 俳優                   | 日本語吹替                         |
| 役名           | 俳優                   | TBS版                              |
| -------------- | ---------------------- | ---------------------------------- |
| リチャード     | チャールトン・ヘストン | 久松保夫                           |
| スローン       | イヴェット・ミミュー   | 平井道子                           |
| ディーン       | ジョージ・チャキリス   | 北原隆                             |
| メイ           | フランス・ニュイエン   | 藤波京子                           |
| ポール         | ジェイムズ・ダレン     |                                    |
| 不明 その他    | N/A                    | 宗近晴見 辻村真人                  |
| 日本語スタッフ |                        |                                    |
| 演出           |                        |                                    |
| 翻訳           |                        |                                    |
| 効果           |                        |                                    |
| 調整           |                        |                                    |
| 制作           |                        |                                    |
| 解説           | 解説                   | N/A                                |
| 初回放送       | 初回放送               | 1970年3月23日 『月曜ロードショー』 |